# Nomenclatura delle stelle variabili
La nomenclatura delle stelle variabili usa una variazione della nomenclatura di Bayer per assegnare i nomi alle stelle.
Nei secoli scorsi erano conosciute solo poche stelle variabili, e perciò sembrò ragionevole usare le lettere dell'alfabeto romano, iniziando dalla R (infatti Bayer si era fermato alla Q) e aggiungendo alla lettera il genitivo latino della costellazione in cui si trova (per esempio, R Coronae Borealis). Ancora nel 1836, solo una costellazione aveva dovuto ricorrere alla S perché era stata scoperta una seconda variabile in essa, il Serpente.
L'avvento della fotografia astronomica fece aumentare enormemente il numero di stelle variabili conosciute, e i loro nomi raggiunsero velocemente la Z. Si tentò di correre ai ripari ricorrendo al raddoppio: iniziando da RR, poi RS, fino a ZZ. Anche questo non bastò, e si ripartì dall'inizio dell'alfabeto: AA, AB, fino a QZ, avendo quindi 334 combinazioni disponibili per ogni costellazione.
I progressi strumentali fecero piazza pulita anche di questo numero, e gli astronomi rinunciarono alle lettere, usando semplicemente un numero progressivo che, per coerenza storica, fu fatto partire da 335.
Riassumendo, il sistema di numerazione delle stelle variabili ha questa struttura:
- Parte dalla lettera R e arriva fino alla Z.
- Continua con RR..RZ, poi SS..SZ, TT..TZ fino a ZZ.
- Usa quindi AA..AZ, BB..BZ e così via fino a QZ.
- Abbandona l'alfabeto latino dopo 334 combinazioni e inizia a numerare con una "V" preposta al numero: V335, V336, e così via all'infinito.
- Nota bene: la lettera J è sempre omessa.

Esempi di nomi di stelle variabili: R Coronae Borealis, RR Lyrae, YY Geminorum e V348 Sagittarii.